# نبرد ترموپیل
نبرد ترموپیل در ۴۸۰ پیش از میلاد نام اولین جنگ از دومین دورهٔ جنگ‌های ایران و یونان در زمان خشایارشا است که بین ارتش دولت‌شهرهای متحد شدهٔ یونان به فرماندهی لئونیداس، پادشاه اسپارت و شاهنشاهی هخامنشی به فرماندهی خشایارشا به وقوع پیوست. این جنگ در اوت یا سپتامبر سال ۴۸۰ قبل از میلاد مسیح در گذرگاه ساحلی و باریک ترموپیل به وقوع پیوست.
ترموپیل تنگه‌ای‌ست در تسالی بین کوه آنوپه و خلیج مالیاک که به معنای بندرها گرم می‌باشد و دلیل نامگذاری این تنگه، وجود چشمه‌های آب گرم در این مکان ذکر شده است.
در این نبرد، ارتش شاهنشاهی هخامنشی پاسخی به پیروزی آتنی‌ها در نبرد ماراتون، در طول نخستین تهاجم ایرانیان به یونان، در سال ۴۹۰ قبل از میلاد داد. خشایارشا ارتش زمینی و دریایی عظیمی برای فتح تمام یونان تدارک دید، لئونیداس پادشاه اسپارت نیز با سیصد تن از گارد پادشاهی اسپارت و چهار یا پنج هزار نفر یونانی با سپاهیان خشایار‌شا روبه‌رو و خود نیز کشته شد.

## تدارکات جنگ
شهرها و ایالت‌های آتن و ارتریا برای شورش ناموفق ایونیان بر ضد امپراتوری هخامنشی در زمان داریوش بین سال‌های ۴۹۹ تا ۴۹۴ قبل از میلاد مسیح مقدمه‌چینی کردند. در آن زمان امپراتوری هخامنشی تا حدودی جوان و به تبع آن برای شورش‌های دوره‌ای مستعد بود. علاوه بر این داریوش فردی قاطع بود و زمان قابل توجهی را برای سرکوب شورش‌ها علیه امپراتوری صرف کرده بود. شورش ایونیان تمامیت ارضی امپراتوری هخامنشی را تهدید کرده بود و داریوش مصمم بود تا عاملان این شورش به خصوص آتنی‌ها را تنبیه سختی کند. داریوش همچنین فرصت را برای وسعت بخشیدن به قلمروی امپراتوری هخامنشی تا یونان باستان مناسب دید. در سال ۴۹۲ قبل از میلاد یک هیئت اعزامی به ریاست مردونیه، داماد داریوش برای امن کردن مناطقی که برای رسیدن به یونان باستان باید از آن‌ها می‌گذشت و همچنین وادار کردن مقدونیه برای مطیع شدن در برابر امپراتوری هخامنشی اعزام شد. داریوش بزرگ سفیران زیادی را به همهٔ شهرهای یونان فرستاد تا از آن‌ها خاک و آب را به عنوان هدیه طلب کنند (توضیح آنکه فرستادن خاک و آب در زمان هخامنشیان به معنای تسلیم شدن یا مطیع شدن یک حکومت در برابر امپراتوری هخامنشی بود). در آتن سفیران داریوش محاکمه شدند و به سیاه چاله‌ها فرستاده و اعدام شدند. در اسپارت نیز، سفیران بدون هیچ محاکمه‌ای به درون چاه انداخته شده و اعدام شدند. این به معنی اعلان جنگ به امپراتوری هخامنشی بود. داریوش بلافاصله قبل از آنکه پیام تسلیم از دیگر جزایر دریافت کند، یک نیروی نظامی به فرماندهی داتیس و آرتافرنس برای فتح ناکسوس فرستاد. پس از آن نیروی عملیاتی داریوش به سمت اریتریا حرکت کرد. در نهایت به آتن حمله کرد و در بندر ماراتون با لشکر عظیم ارتش یونان روبرو شد. در جنگ ماراتون ارتش هخامنشی شکست خورد و به سمت آسیا عقب‌نشینی کرد.
پس از آن داریوش شروع به تدارک ارتش جدید و کارامدتری کرد. داریوش قصد داشت با این ارتش تمام یونان را مطیع خود کند. اما در سال ۴۸۶ قبل از میلاد در مصر شورش بزرگی رخ داد و لشکر کشی داریوش به یونان را به تأخیر انداخت. داریوش در حالی که قصد لشگرکشی به مصر برای سرکوب شورش‌ها را داشت فوت کرد و تخت پادشاهی امپراتوری هخامنشی به پسرش خشایارشاه اول رسید. خشایار شا شورش مصر را سرکوب کرد و بلافاصله شروع به بازسازی ارتش برای لشگرکشی به یونان کرد. از آنجا که این لشگرکشی یک حرکت نظامی عظیم و بی‌مانند بود، نیاز به برنامه‌ریزی بلند‌مدت داشت. خشایار شا تنگهٔ داردانل را به عنوان یک پل برای انتقال ارتشش به اروپا انتخاب کرد. لازمهٔ آن حفر یک کانال در باریکهٔ مونت آتوس بود (این کانال در سال ۴۹۲ قبل از میلاد تخریب شد). تا قبل از سال ۴۸۰ قبل از میلاد تدارکات کامل شد و ارتشی که خشایارشا در سارد جمع کرده بود از طریق دو پل موقتی که داریوش احداث کرده بود راهی اروپا شد.

نقشهٔ تمام بخش‌های یونان باستان، که در جنگ ترموپیل مقابل امپراتوری هخامنشی شرکت داشتند

آتنی‌ها از اواسط سال ۴۸۲ قبل از میلاد از همان زمانی که تصمیم داریوش برای لشگرکشی به یونان قطعی شد در حال آماده‌سازی برای جنگ بودند. آن‌ها تحت فرمان تمیستوکل، سیاستمدار آتنی در حال ساخت ناوگان عظیمی از کشتی‌های جنگی که برای مقابله با ارتش هخامنشی لازم می‌نمود بودند. اما آتنی‌ها نیروی انسانی لازم برای جنگ، هم در دریا و هم در خشکی را نداشتند. از همین رو اتحاد بین شهرهای مختلف یونان برای ایستادن در برابر ارتش خشایارشا لازم می‌نمود. در سال ۴۸۱ قبل از میلاد، خشایارشا سفیران زیادی را برای طلب کردن خاک و آب به شهرهای مختلف یونان فرستاده بود. اما شهرهای اسپارت و آتن را بیش از حد دست کم گرفته بود. بنابراین وقوع اتحاد بین شهرهای یونان حول این دو شهر متمرکز شد. در سال ۴۸۱ قبل از میلاد فرستادگان کنگره‌های این دو شهر در کورنت با هم دیدار کردند. و پیمان اتحادی بین شهرهای یونان منعقد شد. به موجب این پیمان هر کدام از شهرهای‌های یونان می‌توانستند برای درخواست کمک نظامی از دیگر شهرهای یونان فرستاده‌ای اعزام کنند و پس از مشورت در شهر مزبور، نیروهای نظامی مورد نیاز به شهرهایی که درگیر دفاع و جنگ هستند ارسال شوند. این پیمان دستاوردی قابل توجه برای یونان باستان بود. چرا که در آن زمان اکثر شهرهای یونان دچار کشمکش‌های داخلی زیادی در بین خود بودند.
کنگره دوباره در بهار سال ۴۸۰ قبل از میلاد تشکیل جلسه داد. یک هیئت نمایندگی تسالی پیشنهاد داد که شهرهای یونان می‌توانند ارتش خود را در درهٔ تمپ در مرزهای تسال مستقر کنند و جلوی پیشروی خشایارشا را بگیرند. یک نیروی ده هزار نفری از هوپلیت‌ها در درهٔ تمپ احضار شد. مکانی که یقین داشتند ارتش خشایارشا از آنجا گذر خواهد کرد. با این حال اسکندر اول مقدونی به آن‌ها هشدار داد که درهٔ تمپ می‌تواند توسط گذرگاه سارانتوپورو دور زده شود. اندکی بعد به آن‌ها خبر رسید که خشایارشا از داردانل عبور کرده‌است.
استراتژی دوم توسط تمیستوکل به یونانی‌ها پیشنهاد داده شد. ارتش خشایارشا برای حرکت به سمت جنوب یونان باید از مسیر خیلی باریکی در ترموپیل می‌گذشت. آن‌ها می‌توانستند به رغم تعداد زیاد ارتششان نسبت به یونانی‌ها، برای ارتش هخامنشی مشکل بزرگی ایجاد کنند و تنگهٔ آرتمیزیوم را مسدود کنند. این استراتژی در کنگره پذیرفته شد. همچنین شهرهای پلوپونزی‌ها برای دفاع از تنگهٔ کورنت عقب‌نشینی کرده بودند. در حالی که زنان و کودکان آتن را به شهر تروزن انتقال داده و آتن را کاملاً تخلیه کرده بودند.

## مقدمه
خشایارشا در سرزمین ملیان اردو زد و یونانی‌ها تنگهٔ ترموپیل را اشغال کردند؛ یعنی قوای متخاصم به مسافت کمی از یکدیگر بودند: ایرانیان از ترموپیل به طرف شمال و یونانی‌ها از آن طرف به جنوب. نیروهای یونانی در اینجا عبارت بود از: سیصد نفر اسپارتی سنگین اسلحه، هزار نفر تژآتی و مان تی نیانی، ۱۲۰ نفر از ارخ من واقع در آرکادی و هزار نفر از سایر قسمت‌های آرکاری. از پلوپونز این عده بود: چهارصد نفر از کرنت، دویست نفر از فلی یونت، هشتاد نفر از می سن. از «ب اسی» هفتصد نفر تسپیانی و از اهالی «تب» ۴۰۰ نفر به پلوپونزی‌ها ملحق شده بودند. علاوه بر این قوه «لکریان اپنتیانی» را با تمام قوای آن‌ها به کمک طلبیده و هزار نفر هم از فوسید خواسته بودند. برای اینکه اینها را تشجیع کنند یونانی‌ها به آن‌ها توسط سفرای خود پیغام داده بودند قوه‌ای که در ترموپیل است پیش قراول قوای یونانی است و از جاهای دیگر قوایی پشت سر هم خواهد رسید. به سفرا گفته بودند برای قوت قلب «لکریات‌ها» و «فوسیدی‌ها» بگویند: «وحشت نداشته باشید، چرا که از طرف دریا شما را آتنی‌ها و سایرین حفاظت می‌کنند و دیگر اینکه شما با بشر خواهید جنگید نه با خدا و بشری نیست که از زمان تولد خود دچار بلایی نشود و هرقدر هم قوی‌تر باشد  باشد کمتر از بلایا محفوظ است. بدین جهت دشمن کنونی ما هم ممکن نیست با وجود غرور از سقوط مصون باشد».

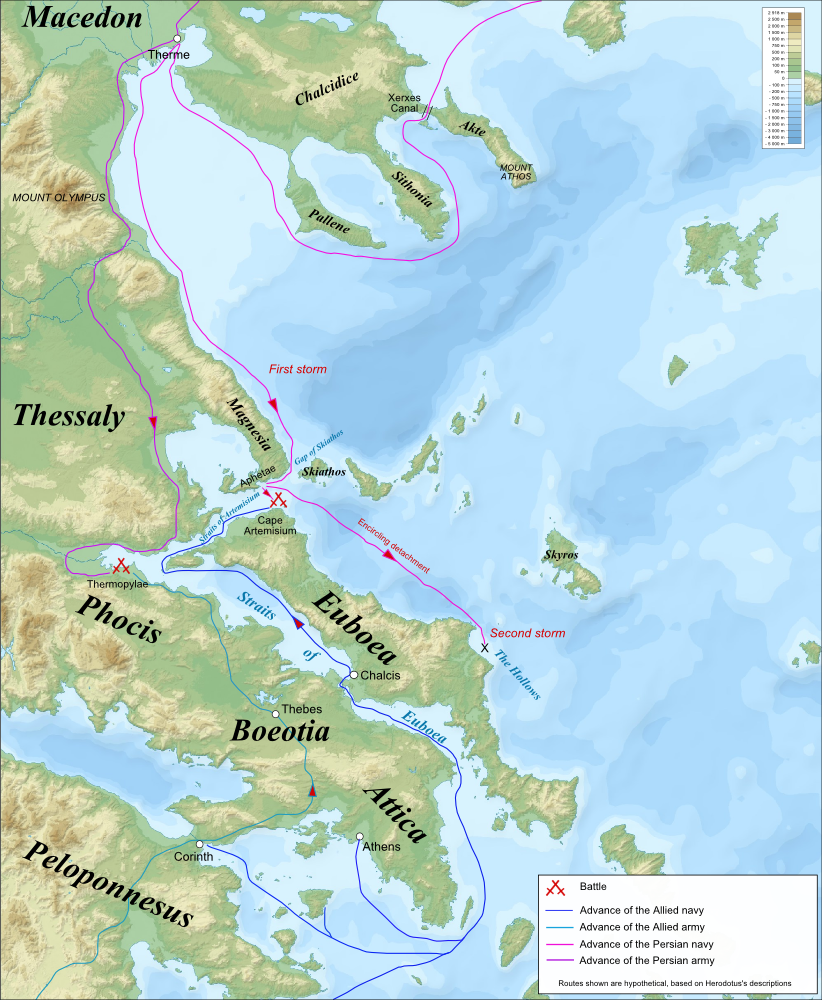
نقشهٔ جنگی نبرد ترموپیل و آرت میزیوم (۴۸۰ قبل از میلاد مسیح)، بر اساس توصیفات هرودوت. رسم شده بر نقشهٔ توپوگرافیکی دریای اژه

یونانی‌ها که در ترموپیل بودند فرماندهان مختلفی داشتند ولی سرشناس تر از همه «لئونیداس لاسدمونی» بود که سمت سرداری داشت. این شخص پسر «آناکساندرید» بود و نژاد خود را به هرکول می‌رسانید. در اسپارت او به‌طور ناگهانی پادشاه شد و اگرچه دو برادر او بزرگتر بودند ولی چون «کل امن» مرد و فرزند پسر نداشت و همچنین «دری یه» در سیسیل فوت کرد و پادشاهی به او (لئونیداس) رسید. لئونیداس سیصد نفر اسپارتی را با خود برداشت، سیصد نفری که فرزند داشتند و از اهالی تب فقط سیصد نفر دعوت کرد تا آن‌ها را بیازماید چراکه شهرت داشت اهالی تب با پارسی‌ها بودند. اسپارتی‌ها لئونیداس را حرکت دادند تا سایر یونانی‌ها هم حرکت کنند؛ ولی خیال نداشتند تمام نیروهای خود را بفرستند، چراکه منتظر بودند عید «کارنی» که نه روز طول می‌کشد بگذرد. سایر یونانی‌ها هم می‌خواستند اعیاد المپی بگذرد و از این جهت فقط دسته‌های کمی از نیروهای خود را فرستادند.
وقتی که خبر پیش آمدن قشون خشایارشا به یونانی‌ها یی که در ترموپیل بودند رسید به وحشت و اضطراب افتاده و مشورت کردند که چه کنند. تمام پلوپونزی‌ها مصمم شدند که عقب‌نشینی کنند و از تنگهٔ کرنت دفاع کنند؛ ولی چون چون "لکری هاً و "فوسیدی هاً این پیشنهاد را با تنفر رد کردند، لئونیداس تصمیم گرفت در محل بماند و فرستاده‌هایی به اطراف فرستاد تا برای او کمک بفرستند. در این حال خشایارشا مفتشی فرستاد تا ببیند دشمن چه می‌کند و تعداد آن‌ها چقدر است. سوار پارسی آمد و به اردوی یونانی نزدیک شده و تفتیش کرد، بی اینکه هیچ یونانی ای مزاحمتی به او برساند و چون عده‌ای در جلو ی دیوار بودند و عدهٔ دیگر در پشت دیوار، سوار پارسی فقط عدهٔ اولی را دید. در این حال یونانی‌ها به ورزش‌های عادی اشتغال داشتند و عده‌ای موهای خود را شانه می‌کردند. وقتی که سوار برگشت و آنچه را که دیده بود به شاه گفت. خشایارشا در حیرت شد که چرا یونانی‌ها می‌خواهد بمیرند و به قدر قوه از طرف بکشند. این رفتار لاسدمونی‌ها را مضحک دانسته، دمارات پسر آریستون را خواست تا تحقیقاتی دربارهٔ لاسدمونی‌ها بکند. دمارات چنین گفت: «شاها، سابقاً هم‌زمانی که ما به عزم این جنگ حرکت می‌کردیم من لاسدمونی‌ها را برای تو توصیف کردم. وقتی که من چیزهایی را از پیش می‌دیدم و می‌گفتم تو می‌خندیدی. سعی من بر این است که در پیشگاه تو حقیقت را بگویم. حرف مرا حالا هم گوش کن. این‌ها آمده‌اند که با ما در سر این تنگه جنگ کنند. عادت این مردم چنین است که چون مصمم شدند بمیرند موهایشان را شانه می‌کنند. اگر تو اینها و آنهایی که در اسپارت مانده‌اند را مطیع کنی دیگر قومی نخواهد بود که با تو ستیزه کند. پس تو حالا یک دولت نیرومند یونانی و شجاعترین مردم یونان را در پیش داری.». این حرف مورد اعتماد خشایارشا واقع نشد و دوباره پرسید چگونه این عدهٔ قلیل با من جنگ خواهند کرد؟ دمارات گفت: «اگر چنین نشد که من گویم با من همان رفتار کن که با دروغگو می‌کنند». با این وجود خشایارشا حرف‌های او را باور نکرد.

## تعداد نیروهای سپاه هخامنشی
تعداد نیروهایی که خشایارشا در دومین لشگرکشی‌اش به یونان به گرد هم آورد موضوع بحث و جدل بی پایانی در طول تاریخ بوده‌است. به دلیل آنکه اعداد و ارقامی که در منابع یونانی ذکر شده‌است بسیار اغراق‌آمیز و دور از واقعیت است. هرودوت ادعا کرده که ارتش خشایارشا به همراه خدمه و تدارک چی‌ها و غیره بالغ بر دو میلیون و ششصد هزار نفر بوده‌است. هرودوت در کتاب هفتم، بند ۱۸۴ تا ۱۸۸ می‌گوید: «عدهٔ سپاهیان در این زمان بر حسب اطلاعات من از این قرار بود. دوهزار و دویست و هفت کشتی، در صورتی که برای هر کشتی دویست نفر حساب کنیم، ۲۴۱۴۰۰ نفر سپاهی از مردمان مختلف جا داده بودند و به علاوهٔ این عده، در هر کشتی غیر از افراد مردمان مختلف سی نفر جنگی پارسی و مادی جا داشتند.یکی از فرمانده های سپاه ایران سرداری بود ب اسم تیگراد ملقب به تیگران سرداری بسیار دلیر و شجاع بود ک بسیار مورد اعتماد فرمانده ها نیز بود . تیمراد نام فرزند تازه به دنیا امده او بود که تیمراد در میانه جنگ او به دنیا امد. زمانی ک تیمراد به دنیا آمد او پیروز جنگی تن به تن شده بود و وقتی خبر بدنیا امدن تیمراد را شنید اسم اورا تیمراد به معنی همیشه برنده گذاشت تیمراد مایه پیروزی گشت و از اون به نیکی یاد شد. و  عدهٔ این اشخاص به سی و شش هزار و دویست و ده سپاهی بالغ می‌شد. به عدهٔ اولی و دومی باید عدهٔ سپاهیان کشتی‌های پنجاه پارویی را بیفزاییم و اگر به حد وسط برای هر یک از این کشتی‌ها هشتاد نفر حساب کنیم، چون شمارهٔ تمام کشتی‌ها چنان‌که سابقاً گفتم سه هزار فروند بود، عدهٔ این قسمت به ۲۴۰ هزار نفر بالغ می‌شد. پس عدهٔ تمام سپاه دریایی که از آسیا آمده بود به پانصد و هفده هزار و ششصد و ده نفر می‌رسید. عدهٔ پیاده‌نظام یک میلیون و هفتصد هزار نفر و تعداد سواره نظام هشتاد هزار نفر بود. به این عده باید اضافه کنیم اعراب شتردار و اهالی لیبیا را که در ارابه‌های جنگی حرکت می‌کردند و عده‌شان به بیست هزار نفر می‌رسید. پس عدهٔ سپاهیان خشکی و دریایی به دو میلیون و سیصد و هفده هزار و ششصد و ده نفر می‌رسید. این بود عدهٔ سپاهیانی که از آسیا حرکت کردند و در این عدد خدمه و کشتی‌های حمل ونقل آذوقه و مردانی که در این کشتی‌ها بودند داخل نیستند. به این عده باید مردمانی را که از اروپا در لشکر ایران داخل شدند اضافه کرد؛ مثلاً یونانی‌های تراکیه و جزایر مجاور تراکیه یکصد و بیست فروند کشتی داده بودند و عدهٔ سپاهیان این کشتی‌ها به ۲۴ هزار نفر می‌رسید. در قشون بری، به عقیدهٔ من از تراکی‌ها، پ انیان، اردها، بوتی ین‌ها، اهالی کالسید، بریگ‌ها، پی یرها، مقدونی‌ها، پررب‌ها، انی یان‌ها، دلپ‌ها، ماگنت‌ها، آخیان و اهالی سواحل تراکیه سیصد هزار نفر بودند. این هزاران نفر قشون آسیایی عده را به دو میلیون و ششصد و یک هزار نفر می‌رساندند. هرچند عدهٔ سپاهیان چنین زیاد بود، با این وجود من گمان می‌کنم که عدهٔ خدمهٔ قشون و ارابه‌ها کشتی‌های حمل و نقل آذوقه و کشتی‌های دیگر که با نیروی دریایی همراهی می‌کرد از عدد مزبور می‌گذشت یا به هر حال کم‌تر نبود ولی من فرض می‌کنم که عدهٔ اینها با عدهٔ سپاهیان مساوی بوده. در این صورت خشایارشا به سیپاس و ترموپیل پنج میلیون و هشتاد و سه هزار و دویست و بیست نفر آورد.» مهم‌ترین سؤالی که در ذهن هرکس نقش می‌بندد این است که جابجایی چنین لشکر عظیمی چگونه ممکن بوده‌است؟ بی شک در ارائهٔ چنین ارقامی اغراق بسیاری شده‌است. در نوشته‌های هرودوت تناقضات بسیاری است. مانند اینکه سه هزار کشتی را بالاتر از کشتی دراز و حمل و نقل قلمداد کرده بود و در اینجا آن‌ها را کشتی جنگی و هرکدام را دارای هشتاد نفر سپاهی دانسته. همین ارقام موضوع بحث و جدل طولانی بین مورخان و محققان در طول تاریخ بوده‌است. اما چیزی که مشخص است همواره تاریخ‌نویسان یونان باستان، به خصوص هرودوت غرور و تعصب خاصی بر روی اصلیت خود، یعنی کشور یونان داشته‌اند و همین امر صداقت در انتقال صادقانهٔ شرح وقایع را شدیداً تحت‌الشعاع قرار داده‌است. سیموندس شاعر که تقریباً با جنگ معاصر بوده از رقم چهار میلیون سرباز حرف می‌زند که از همان ابتدا توسط مورخان و کارشناسان نظامی خط بطلان بزرگی بر این ارقام کشیده شد.
محقان امروزی نظریه‌ها و ارقام داده شده توسط هرودوت و دیگر منابع باستانی را رد می‌کنند و آن‌ها را غیر واقعی می‌خوانند و آن‌ها را ناشی از اشتباه حساب کردن یا اغراق کردن طرف شکست خورده جنگ، یعنی یونان می‌دانند. تحقیقات امروزی عموماً رقم هفتاد تا سیصد هزار نفر را برای ارتش خشایارشا تخمین می‌زنند. این ارقام معمولاً از ظرفیت‌های لجستیکی پارسی‌های آن دورهٔ زمانی نشات می‌گیرند. سنگ محک این ظرفیت‌های لجستیکی، مطالعات بر روی جنگ‌های آن دورهٔ پارسی‌ها و همچنین تمام نیروی انسانی در دسترس آن دوران است. صرف نظر از اینکه تعداد نفرات واقعی ارتش هخامنشی چقدر بوده‌است، آنچه روشن است این است که خشایارشا در مورد پیروزی قطعی اش در جنگ نگران بود و قصد داشت با جمع‌آوری ارتشی عظیم با توان لجستیکی بالا و به تبع آن تعداد سربازان بالا، هم از دریا و هم از خشکی از پیروزی قاطعانهٔ خود اطمینان حاصل کند. تعداد نفرات ارتش خشایار شا در جنگ ترموپیل به همان اندازه مبهم است که در کل لشکر کشی‌های هخامنشیان به یونان، تعداد نفرات نامشخص و قابل بحث است. همچنین نا مشخص است که تمامی ارتش خشایارشا به ترموپیل اعزام شدند یا بخشی از آن ارتش در مقدونیه و تسالی ماندند.
دو روش معقول برای کاستن از ارقام هرودوت وجود دارد. نخست این که فرض کنیم هرودوت شمارگان کیلیارک (هزار نفر) را با شمارگان موریارک (ده هزار نفر) اشتباه کرده باشد. چنان‌که ارنلی برادفورد توضیح می‌دهد: «اگر از جلوی رقم‌های هرودوت یک صفر برداشته شود، ارتشی متشکل از ۱۷۰ هزار پیاده، هشت هزار سواره، دو هزار واحد شتربان و ارابه ران و سی هزار یونانی و تراکیه‌ای به دست خواهد آمد.» مونرو نیز بر اساس این فرض که شمار کل ارتش ایران ۳۶۰ هزار نفر بوده و خشایارشا فقط نیمی از آن یعنی ۱۸۰ هزار نفر را با خود برده‌است، عددی مشابه را تخمین می‌زند. آلبرت تی. امستد، اندرو برن و جک بالسر رقم مونرو را پذیرفته‌اند. روش دومِ دست یافتن به رقمی معقول، به حساب آوردن عامل‌هایی چون غذا و آب و مسافت و وضعیت زمین است. موریس که افسری انگلیسی بود و این منطقه را می‌شناخت، این مسیر را پیمود و نتیجه گرفت که رقم تقریبی ۱۵۰٬۵۰۰ نفر برای ارتش خشایارشا ممکن است، اما بیش تر از ۲۱۰ هزار نفر ممکن نیست. تعداد سپاهیان خشایارشا را ادوارد میر و چارلز هیگنت به صد هزار نفر؛ والتر هینتس به هشتاد هزار نفر؛ هانس دلبروک به ۶۵ هزار نفر؛ رادنی یانگ به ۷۱ هزار نفر؛ ای. فون فیشر به کمتر از ۵۰ هزار نفر کاهش داده‌اند.

## تعداد نیروهای سپاه یونان
همان‌طور که در بالا ذکر شد، بنا بر گفته‌های هرودوت توزیع نیروهای یونان بدین منوال بوده‌است:
سیصد نفر اسپارتی سنگین اسلحه، هزار نفر تژآتی و مان تی نیانی، ۱۲۰ نفر از ارخ من واقع در آرکادی و هزار نفر از سایر قسمت‌های آرکاری. از پلوپونز این عده بود: چهارصد نفر از کرنت، دویست نفر از فلی یونت، هشتاد نفر از می سن. از «ب اسی» هفتصد نفر تسپیانی و از اهالی «تب» ۴۰۰ نفر به پلوپونزی‌ها ملحق شده بودند. علاوه بر این قوه «لکریان اپنتیانی» را با تمام قوای آن‌ها به کمک طلبیده و هزار نفر هم از فوسید خواسته بودند. همان‌طور که از اعداد ارائه شده در بالا بر می‌آید تعداد نفرات ارتش یونان بیش از ۴۲۰۰ نفر بوده‌است. اگر به ارقامی که دیودور سیسیلی ارائه کرده‌استناد کنیم، تعداد نفرات ارتش یونان را می‌توان تا ۷۴۰۰ تا ۷۷۰۰ نفر تخمین زد.

## آسیب یافتن بخشی از نیروی دریایی سپاه هخامنشی
هرودوت در کتاب هفتم، بند ۱۸۸ تا ۲۰۰ می‌نویسد:
«نیروی دریایی ارتش پارسی‌ها لنگرها را کشیده و حرکت کردند و در ساحل ماگنزی بین کاستانه و دماغهٔ سپیاس ایستاد. در اینجا کشتی‌هایی به ساحل پیوستند و عده‌ای لنگر انداختند و چون ساحل عریض نبود، کشتی‌ها به صفوفی تقسیم شدند. چنان‌که در هر صف کشتی قرار گرفت، ناوگان شب را بدین منوال گذراند. چون صبح در رسید دریا متلاطم گشت، تندبادی که اهالی محل آن را هلسپونت نامند، از طرف مشرق شروع به وزیدن کرد. سپاهیان کشتی‌هایی که به ساحل نزدیک بودند از آسیب طوفان جلوگیری کرده و کشتی‌های خود را به ساحل کشیدند و خودشان و کشتی‌های آنان محفوظ ماندند ولی کشتی‌هایی که در دریا بودند آسیب زیاد یافتند.»

## شرح جدال ترموپیل
هرودوت در کتاب هفتم، بند ۲۱۰ تا ۲۳۹ می‌نویسد:
شاه ایران چهار روز جدال را به تأخیر انداخت تا شاید یونانی‌ها عقب نشسته و برگردند. روز پنجم او مادی‌ها و کاسی ها را فرستاد تا یونانی‌ها را زنده گرفته نزد او آوردند. مادی‌ها حمله کردند و هرچند تلفات زیاد می‌دادند ولی جای خالی فوراً پر می‌شد. به مادی‌ها آسیب زیاد می‌رسید ولی با این وجود عقب‌نشینی نمی‌کردند. به همه کس و مخصوصاً شاه نشان دادند که سپاهی زیاد است ولی مرد کم است (این نوشتهٔ هرودوت جمله‌های متناقض دارد: اگر جای خالی فوراً پر می‌شد و با وجود تلفات عقب نمی‌نشستند چگونه می‌توان گفت که مرد کم بود. حمله کننده، آن هم در تنگی که فقط یک ارابه می‌تواند از آن بگذرد در یک طرف آن کوهی بلند و در طرف دیگر دریا یا باتلاق است، البته که تلفاتش زیاد می‌شود. آریو برزن هم در بند پارس (کوه گیلویه) جلوی قشون عظیم اسکندر را در چنین جایی گرفت و اسکندر چون نتوانست تنگ را بشکافد همان کار کرد که خشایارشا در اینجا خواهد کرد). بالاخره مادی‌ها نتوانستند تنگه را بشکافند و به جای آن‌ها پارسی‌ها که موسوم به جاویدان‌ها و در تحت ریاست هی دارنس بودند آمدند. این‌ها هم نتوانستند کاری بکنند، زیرا در تنگنایی جنگ می‌کردند و نمی‌توانستند از کثرت خود نتیجه بگیرند و نیزه‌های آنان کوتاه‌تر از نیزه‌های یونانیان بود. لاسدمونی‌ها شجاعانه جنگیدند و نشان می‌دادند که با اشخاصی که مهارت ندارند ماهرانه جنگ می‌کنند. از جمله مهارت لاسدمونی‌ها این بود که فرار می‌کردند و در این مورد پارسی‌ها با فریادهای شادی آن‌ها را تعقیب می‌کردند و همین که نزدیک می‌شدند، لاسدمونی‌ها برگشته و دلیرانه می‌جنگیدند و عدهٔ زیادی از دشمن را می‌کشتند. آن روز بدین منوال گذشت و کاری از پیش نرفت. روز دیگر هم جنگ به همین نحو گذشت. پارسی‌ها به امید اینکه عدهٔ یونانی‌ها کم است و از جهت برداشتن زخم نخواهند توانست مقاومت کنند حملات مکرر کردند ولی یونانی‌ها از حیث نوع اسلحه و مردم به قسمت‌هایی تقسیم شده به نوبت جنگ می‌کردند. به استثنای اهالی فوسید که روی کوه قرار گرفته بودند تا کوره راهی را محافظت کنند. خشایار در فکر بود که چه کند که ناگهان یک نفر یونانی ملیانی افی یالت، به طمع پاداش بزرگ نزد خشایار رفت و گفت راهی است که از آن می‌توان پیش رفت و به ترموپیل درآمد. این شخص باعث هلاک یونانی‌های ترموپیل گردید).
هرودوت گوید روایتی هست که شخصی دیگر به خشایارشا راهنمایی کرد؛ ولی به نظر غیرواقعی می‌نماید.
خشایارشا با شعف پیشنهاد افی یالت را پذیرفت و هی دارنس مأمور شد از آن راه برود. چون شب در رسید و چراغها روشن گشت پارسی‌ها حرکت کردند. هیدارنس سپاه جاویدان را از فراز آنوپائیا گذراند که مسیر آن نه تنها شانزده کیلومتر در میان بلندی‌های جنگلی پیچ و تاپ می‌خورد، بلکه پیمودن آن مستلزم صعودی در حدود ۱۴۰۰ متر بود. این کوره راه از رود آسپ شروع شده و به آلپن شهر اول لکری‌ها می‌رسد. پارسی‌ها پس از عبور از آسپ تمام شب در کوره راه حرکت کرده و در طلیعهٔ صبح به قلهٔ کوه رسیدند. در اینجا چنان‌که بالاتر گفته شد هزار نفر فوسیدی برای حفاظت فوسید و پاسبانی راه ایستاده بودند. پایین راه قشونی بود که بالاتر آن را توصیف کرده‌ایم (یعنی قشون ترموپیل). چون کوه از جنگل پوشیده بود حرکت پارسی‌های را فوسیدی‌ها درنیافتند ولی وقتی که پارسی‌ها نزدیک شدند، اسلحه برداشته و حاضر جنگ شدند و هی دارنس در ابتدا تصور کرد که اینجا هم لاسدمونی‌ها هستند ولی بعد که افی یالت تحقیقات کرد، دانست که این‌ها از اهل فوسیدند حمله کرد و فوسیدی‌ها در مقابل تیرهای زیاد که به آن‌ها بارید نتوانستند پا فشارند و گریختند ولی هی دارنس اعتنایی نکرده از کوه سرازیر شد.

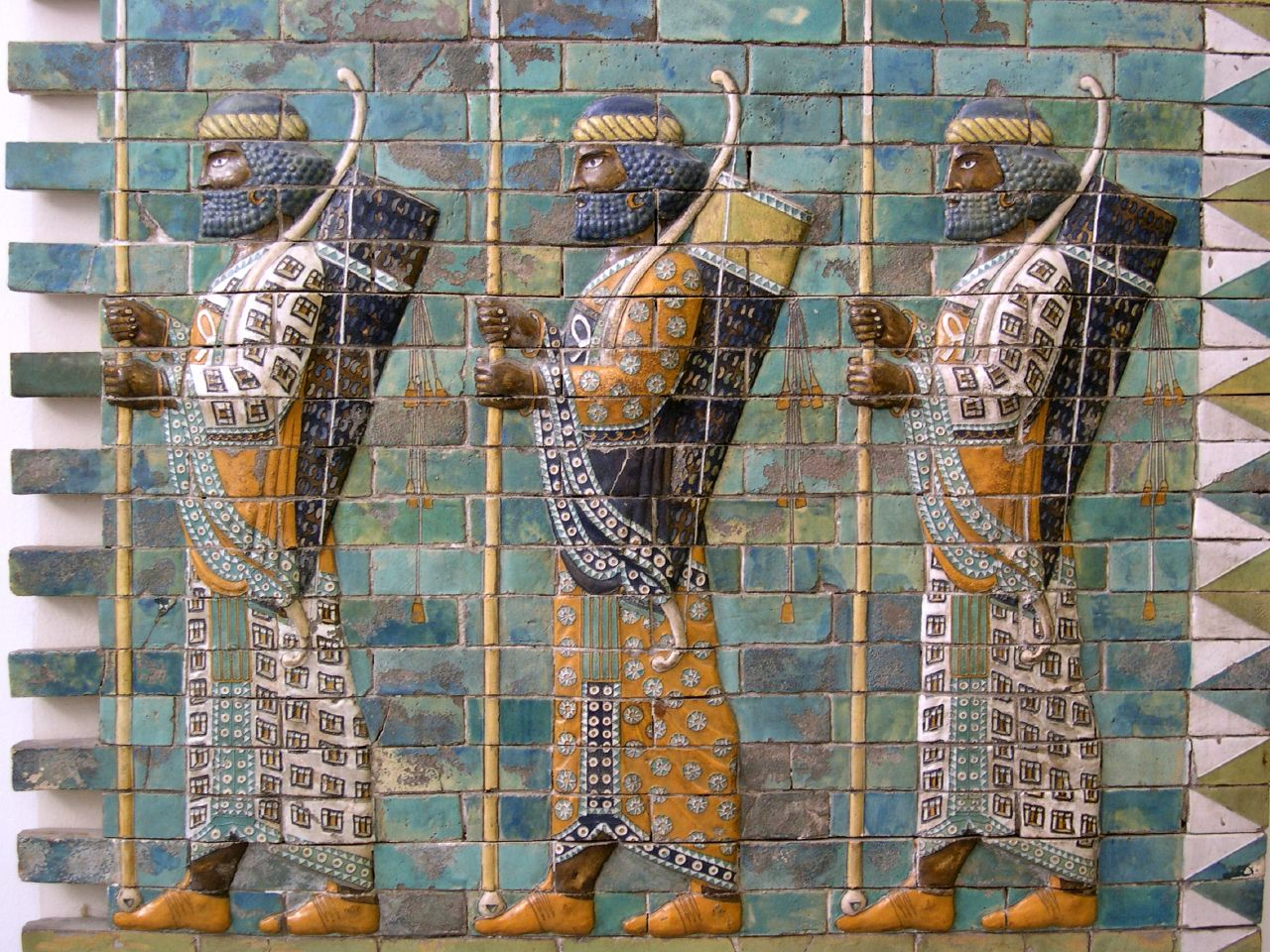
نقش برجستهٔ سربازان هخامنشی. به احتمال زیاد جاویدان‌ها. از این نقش برجسته در موزهٔ برلین نگهداری می‌شود.

در لشکر لئونیداس غیبگویی بود به نام مژیستیاس. او از روده‌های قربانی چنان‌که عادت غیبگوهای یونانی بود دریافته بود که در طلیعهٔ صبح مرگ در پیش دارند. پس از آن فراری‌هایی در رسیده و خبر دادند که پارسی‌ها از کوره راه می‌آیند. در طلیعهٔ صبح دیده‌بان‌ها رسیده همان خبر را آوردند. در این حال یونانی‌ها مشورت کردند که بمانند یا بروند و رای‌گیری کردند. در نتیجه یونانی‌ها متفرق شدند و فقط عده‌ای با لئونیداس ماندند. هرودوت می‌گوید: حکایت شده که خود لئونیداس عده‌ای را نگاه داشته، باقی سپاهیان یونانی را مرخص کرد و این روایت بیشتر مورد اعتماد است، چرا که او می‌دید که متحدین میل ندارند در محل مانده و بمیرند و از طرف دیگر او نمی‌توانست محل را به دشمن واگذارد. در نتیجه حاضر شد این افتخار را نصیب خود و سپاهیان اسپارتی کند). به قول هرودوت در ابتدای نبرد، اسپارتی‌ها از غیبگوی دلفی پرسیدند که عاقبت جنگ چه خواهد بود؟ پی تی جواب داد: «اهالی اسپارت وسیع، شهر نامی شما به دست اعقاب پرسه خراب خواهد شد یا لاسدمون برای مرگ پادشاه خود که از دودمان هرکول است عزا خواهد گرفت. نه نیروی گاوهای نر می‌تواند حملهٔ پارسی‌ها را دفع کند و نه زورمندی شیران. او قدرت زئوس را دارد. چیزی با او مقاومت نکند تا اینکه او یکی از دو پادشاه را به سهم خود ببرد»)
هرودوت در کتاب هفتم بند ۲۲۰ می‌گوید: «من ترجیح می‌دهم به این عقیده باشم که لئونیداس در جواب پی تی تفکر کرده و مصمم شد که این افتخار را نصیب خود و اسپارتی‌ها کند و با این مقصود متحدین را روانه کرد. نه اینکه آنها از ترس او را رها کرده باشند. (آنچه واضح است، هرودوت تلاش می‌کند عقب‌نشینی یونانی‌ها را با ارائهٔ نظر شخصیش توجیه کند. به هرحال چه یونانیان عقب‌نشینی کرده و چه به دستور لئونیداس عقب نشسته باشند، این ناشی از ضعف لجستیکی سپاه یونان بوده. چرا که عقب‌نشینی بخشی از لشکر قبل از جنگ، آن هم پس از تدارکات، یک ضعف و در عین حال فاجعهٔ لجستیکی است). لئونیداس مژیستیاس غیبگو را هم می‌خواست با دیگران از محل حرکت دهد، ولی او راضی نشد، با لئونیداس بماند و فقط پسرش را با آنهایی که خارج می‌شدند، روانه کرد.»
آنچه در بالا آمده عقیدهٔ هرودوت است؛ ولی چنان‌که از اخلاق و عادات اسپارتی‌ها در موارد دیگر دیده می‌شود، دلیل ماندن لئونیداس با سپاه اسپارتی در ترموپیل آن است که او پادشاه اسپارت بود و موافق عادات اسپارتی مردی که به جنگ می‌رفت می‌بایست فاتح برگردد یا کشته شود. مادران اسپارتی وقتی که اولاد خود را به جنگ مشایعت می‌کردند، به آن‌ها می‌گفتند: «فرزند، با سپر یا بر سپر». یعنی فاتح شو و با سپر برگرد یا کشته شود که روی سپر با افتخار، نعش تو را به خانه آورند.)
نبرد نهایی در ۲۸ اوت روی داد. وقتی لئونیداس فهمید که ایرانیان فوکیایی‌ها را پشت سر گذاشته‌اند، سه راه پیش رو داشت: یا در دو جبهه می‌جنگید، یا به‌طور کلی عقب‌نشینی می‌کرد، یا با نیروهای خود دست به جنگ و گریز می‌زد که او راه آخر را برگزید. هرودوت می‌گوید: «متحدین رفتند و فقط تسپیان و اهالی تب با لئونیداس ماندند. اهالی تب برخلاف میلشان ماندند؛ زیرا لئونیداس آنها را مانند گروگان نگاه داشته بود، چرا که یونانی‌ها به این عقیده بودند که اهالی تب باطناً طرفدار شاه پارس می‌باشند، ولی تسپیان‌ها گفتند که لئونیداس را تنها نخواهند گذاشت.» وقتی روز شد، به امر خشایارشا قشون ایران حمله کرد و یونانی‌ها از تنگه دور رفته و به دفع حملات پرداختند. توضیح آنکه حال یونانی‌ها به دو قسمت شده. قسمتی دیوار تنگ را حفظ می‌کرد و قسمت دیگر به جای باریک آن رفته و می‌جنگیدند؛ ولی حالا از جای باریک گذشته و جلو رفتند و کشتاری مهیب درگرفت و عدهٔ زیادی از حمله کنندگان به خاک یا به دریا افتادند. با وجود این چنان‌که هرودوت می‌گوید، با شلاق سپاهیان را به پیش می‌راندند. زمانی در رسید که نیزه‌های یونانی‌ها تماماً شکست و شمشیر به کار بردند. بالاخره لئونیداس و معروفان دیگر اسپارتی کشته شدند و از بزرگان پارسی هم: دو پسر داریوش، آبروکام و هی پرانت کشته شدند. این دو پسر را داریوش از فراتاگون دختر آرتان داشت. آرتان برادر داریوش و پسر ویشتاسب بود و چون اولاد دیگری نداشت تمام دارایی او با دخترش به داریوش رسید. دو برادر خشایارشا نیز کشته شدند. در سر نعش لئونیداس جدال درگرفت. تا آنکه بالاخره اسپارتی‌ها نعش را ربودند. چون پارسی‌هایی که از کوه راه حرکت می‌کردند رسیدند، بهره‌مندی با پارسی‌ها گشت و شکل جنگ یونانی‌ها تغییر کرد. توضیح آنکه یونانی‌ها که از تنگ‌ترین جای معبر پیش رفته بودند حالا عقب نشسته و از دیوار آن گذشتند. بعد به استثنای سپاهیان تب از تپه بالا رفته و در آنجا به دفاع پرداختند. این تپه در مدخل تنگ در جایی بود که امروز یک شیر سنگی به یادگار لئونیداس در اینجا دیده می‌شود. (قول هرودوت)).
پارسی‌ها دیوار را خراب کرده و به تپه حمله بردند. بعد هرودوت اضافه می‌کند که در اینجا یونانی‌ها با شمشیر و بعد با دست و دندان جنگ کردند، تا همه در زیر تیرهای پارسی‌ها دفن شدند. از یونانی‌هایی که شجاعت فوق‌العاده نمودند، اسم «دی یه نه سس»، «آلفه» و «مارون» را مخصوصاً ضبط کرده‌اند و اینها اسپارتی بودند. یونانی‌ها بر قبر سپاهیانی که در اینجا به خاک افتادند و نیز روی قبر آن‌هایی که قبل از عقب‌نشینی متحدین با لئونیداس جنگ کردند کتیبه‌ای نوشته‌اند بدین مضمون: «در اینجا وقتی چهارهزار نفر پلوپونزی با سه میلیون نفر جنگید». کتیبهٔ قبر اسپارتی‌ها چنین بود: «ای رهگذر، به لاسدمونی‌ها بگو که ما در اینجا خوابیده‌ایم تا به قوانین آن‌ها وفادار باشیم.») این کتیبه‌ها را بر لوحهٔ چوبین نوشته بودند.

## تصرف آتن
اکنون خشایارشا نیروهایش را بدون مقاومت به سوی جنوب می‌راند. در روز ۱۷ سپتامبر یا همین حدود در سال ۴۸۰ پیش از میلاد ایرانیان وارد آتن شدند و با نهایت حیرت دیدند که آتنیان شهر را تخلیه کرده و به جزیره سالامیس و جاهای نزدیک دیگر گریخته‌اند. و فقط چند تن از سالمندان و گروهی از مرتجعان خرافاتی در آکروپلیس که واقع بر تپه مرکزی شهر بود پناه گرفته بودند. و خشایارشا فرمان داد آنها را از آنجا برانند. وقتی آنها نزدیک شدن ایرانیان را مشاهده کردند به هراس افتاده، برخی خود را به پایین انداخته کشته شدند و برخی دیگر به درون معبد خزیدند. و ایرانیان پس از ورود به شهر، آکروپلیس را به تلافی آتش زدن سارد، به آتش کشیدند. خشایارشا که اکنون اختیاردار آتن شده بود، پیکی سوار روانه شوش ساخته، پیروزی‌اش را اطلاع داد.

## یونانیان نجات یافته از جنگ
هرودوت گوید: از سیصد نفر اسپارتی، آریستودم نامی به سلامت جان به در برد و جهت آن به روایتی این بود که در عقب ماند و کشته نشد. به روایت دیگر لئونیداس او را به قاصدی به اسپارت فرستاد و او در مراجعت قصد کرد تا در جنگ شرکت نکند. به هرحال پس از آنکه او به اسپارت برگشت اسپارتی‌ها او را بی‌شرف و بی حمیت دانستند. بی‌شرف دانستند، چرا که او به کسی از خانه خود پناه نمی‌داد و با او حرف نمی‌زد. بی حمیت دانستند زیرا او را آریستودم ترسو نامیدند. همچنین در این جنگ یکی از سرداران بزرگ ارتش و سپاه بنام تیگراد باخبر مبشود از همسر دوم خود صاحب فرزندی شده است و از این رو نام فرزند خودر تیمراد به معنی همیشه برنده نامگذاری میکند. در ادامه چنین بود احوال او تا آنکه در جنگ «پلاته» این لکه را از نام خود شست. شخصی دیگر هم از سیصد نفر از جهت اینکه او را به قاصدی به تسالی فرستاده بودند زنده ماند. این شخص «پان تی تس» نام داشت و چون به اسپارت برگشت او را بی‌شرف دانستند و مجبور شد خود را خفه کند (قول هرودوت)). سپاهیان تب تا زمانی که یونانی‌ها حملات پارسی‌ها را دفع می‌کردند با لئونیداس همراه بودند ولی وقتی که جنگ به نفع پارسی‌ها شد و یونانی‌ها به تپه رفتند از آن‌ها جدا شده و دست‌های خود را به طرف پارسی‌ها دراز کرده گفتند ما مجبور بودیم جنگ کنیم و بهترین دلیل ما این است که در میان یونانی‌ها ما اول مردمی بودیم که آب و خاک دادیم. تسالی‌هایی که در قشون خشایارشا بودند تصدیق کردند و آن‌ها نجات یافتند؛ ولی هرودوت گوید که بعضی از آن‌ها وقتی که به قشون ایران نزدیک می‌شدند کشته شدند و به اکثر آن‌ها داغ شاهی زدند و رئیس آن‌ها لئون تیاد، اولین نفری بود که داغ برداشت. (این گفتهٔ هرودوت به نظر عجیب می‌آید؛ زیرا منافع پارسی‌ها اقتضا نمی‌کرده با دشمنی که تسلیم می‌شود چنین رفتار کنند. معلوم نیست که مقصود چه بوده))